# Elle Purrier St. Pierre
Elinor Purrier St. Pierre, urodzona jako Elinor Purrier (ur. 20 lutego 1995 w Montgomery Center) – amerykańska lekkoatletka, biegaczka średnio- i długodystansowa, srebrna medalistka halowych mistrzostw świata w 2022.

## Osiągnięcia sportowe
Zajęła 9. miejsce w biegu na 3000 metrów z przeszkodami na mistrzostwach świata juniorów w 2014 w Eugene. Na mistrzostwach świata w 2019 w Dosze zajęła 11. miejsce w biegu na 5000 metrów.
8 lutego 2020 w Nowym Jorku ustanowiła halowy rekord Ameryki Północnej w biegu na milę z czasem 4:16,85. Zajęła 10. miejsce w biegu na 1500 metrów na igrzyskach olimpijskich w 2020 w Tokio.
Zdobyła srebrny medal w biegu na 3000 metrów na halowych mistrzostwach świata w 2022 w Belgradzie, przegrywając jedynie z Lemlem Hailu z Etiopii, a wyprzedzając inną Etiopkę Ejgayehu Taye.
Zwyciężyła w biegu na 1500 metrów w mistrzostwach Stanów Zjednoczonych w 2021 (które były również eliminacjami przedolimpijskimi) oraz w biegu na 3000 metrów w halowych mistrzostwach USA w 2022.

## Rekordy życiowe
Rekordy życiowe Purrier St. Pierre:
- bieg na 800 metrów – 1:59,99 (15 maja 2021, Irvine)
- bieg na 800 metrów (hala) – 2:03,64 (14 lutego 2018, Boston)
- bieg na 1000 metrów (hala) – 2:46,02 (16 stycznia 2016, Durham)
- bieg na 1500 metrów – 3:55,99 (30 czerwca 2024, Eugene)
- bieg na 1500 metrów (hala) – 4:00,20 (8 lutego 2020, Nowy Jork)
- bieg na milę – 4:30,30 (18 sierpnia 2018, Birmingham)
- bieg na milę (hala) – 4:16,41 (11 lutego 2024, Nowy Jork, rekord Ameryki Północnej)
- bieg na 3000 metrów – 8:46,43 (16 lipca 2018, Cork)
- bieg na 3000 metrów (hala) – 8:20,87 (2 marca 2024, Glasgow, rekord Ameryki Północnej)
- bieg na 2 mile (hala) – 9:10,28 (13 lutego 2021, Nowy Jork, rekord Stanów Zjednoczonych)
- bieg na 5000 metrów – 14:34,12 (17 maja 2024, Los Angeles)
- bieg na 3000 metrów z przeszkodami – 9:43,65 (15 kwietnia 2017, Providence)